# Russia is a terrorist state
Russia is a terrorist state (укр. Росія — терористична держава) — неофіційна публічна адвокаційна кампанія громадянського суспільства та уряду України, а також іноземних політиків, спрямована на міжнародне визнання Росії державою-спонсором тероризму у відповідь на її вторгнення в Україну. Кампанія широко поширюється в Twitter під хештегом #RussiaIsATerroristState.
Наприкінці липня 2022 року Сенат США прийняв необов'язкову резолюцію за підтримки обох партій, у якій закликав Держдепартамент США визнати Росію державою-спонсором тероризму через її вторгнення в Україну, а також у Чечню, Грузію та Сирію, що спричинило «смерть незліченної кількості невинних чоловіків, жінок і дітей». Спікер Палати представників Ненсі Пелосі разом з президентом України Володимиром Зеленським і українським парламентом також лобіювали Державний департамент до визнання Росії державою-спонсором тероризму. Однак міністр США Ентоні Блінкен відмовився визнати Росію державою-спонсором тероризму, та включати Росію до списку інших країн-терористів, куди входять Північна Корея, Сирія, Іран та Куба.
У відповідь на небажання Блінкена призначити Росію державою-спонсором тероризму двопартійна пара сенаторів закликала адміністрацію Байдена зробити це, заявивши, що вони приймуть у Конгресі законопроєкт про визнання країни без підтримки президента Джо Байдена.

## Хід подій
28 квітня 2022 року держсекретар США Ентоні Блінкен заявив, що США розглядають можливість визнання Росії державою-спонсором тероризму. За його словами, юристи вивчали питання, чи відповідає Росія правовим вимогам для такого статусу.
10 травня 2022 року парламент Литви одноголосно прийняв резолюцію про визнання Росії «терористичною державою» і назвав вторгнення Кремля в Україну «геноцидом проти українського народу».
28 червня 2022 року Володимир Зеленський назвав Росію «терористичною державою» і закликав ООН направити комісію для розслідування смертоносного ракетного удару по торговому центру в місті Кременчук.
У середні липня хештег #RussiaIsATerroristState мали майже 74 тисяч твітів та понад 65 тисяч сторіз в Інстаграмі.
3 серпня 2022 року віцеспікер Верховної Ради України Олена Кондратюк заявила, що Латвія збирається стати третьою країною після Литви та України, яка офіційно визнає Росію терористичною державою.
8 серпня 2022 року Михайло Федоров, Міністерство цифрової трансформації, звернувся до міжнародної ІТ-спільноти з проханням провести масову ініціативу під назвою #RussiaIsATerroristState. Його суть полягає в тому, що на сайтах і в онлайн-системах, де можна вибрати країну або мову, активістам потрібно змінити «Росія» на «Росія — країна-терорист». Принаймні одна компанія, яка зробила таку зміну у своїх службах — це український Serpstat.
10 жовтня 2022 під назвою «#russiaisaterroriststate» пройшла акція під посольством РФ у Відні з метою засудження ракетного терору.

## До повномасштабного вторгнення в Україну
Під час одноденного візиту нового Генерального секретаря НАТО Єнса Столтенберг до Литви 21 листопада 2014 року Президент Литви Даля Грибаускайте назвала Росію терористичною державою через російську агресію в Україні.